# Високосна секунда

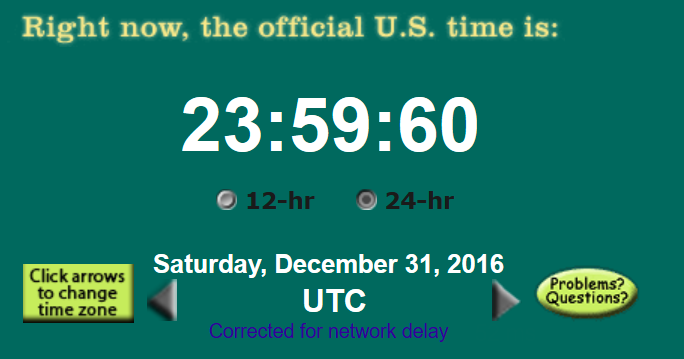
Знімок екрану годинника UTC із сайту time.gov в момент додавання високосної секунди 31 грудня 2016 року.

Високосна секунда, або секунда координації (англ. leap second) — це односекундна корекція, яка іноді застосовується до Всесвітнього координованого часу (UTC) для того, аби утримувати тривалість та початок доби за цим часом близькими до квазірівномірного всесвітнього часу (UT1). Без такої корекції час, який визначається обертанням земної кулі, почне поступово відхилятися від сонячного часу внаслідок нерівномірного обертання Землі. Відтоді, як така система корекції була запроваджена у 1972 році, станом на 2017 рік до Всесвітнього координованого часу було додано 27 високосних секунд. Останнє таке додавання відбулося 31 грудня 2016 року о 23:59:60 UTC, до того — 30 червня 2015 року. Наступна високосна секунда може бути додана 30 червня 2026 року, але це малоймовірно, зважаючи на прогнозоване збільшення різниці UT1-UTC.
Стандарт часу UTC, який широко застосовується як міжнародна міра часу, а також як основа для цивільного часу в більшості країн, використовує визначення секунди за міжнародною системою одиниць (SI), на основі даних атомного годинника. Як і в більшості стандартів часу, в основі UTC лежить об'єднання груп секунд у хвилини, години, дні, місяці та роки. Однак тривалість середнього сонячного дня є дещо довшою аніж 24 години (або 86 400 секунд системи SI). Тому, якщо визначати тривалість доби стандарту UTC рівною точно 86 400 секундам SI, то денний час UTC повільно відхилятиметься від руху сонця по небесній сфері — як його фіксують середній час за Гринвічем (GMT) та його наступник — всесвітній час (UT, UT1). Метою введення високосної секунди є компенсація подібного відхилення шляхом визначення тривалості певних UTC-днів у 86 401 (або 86 399) секунд системи SI.
Зокрема, високосна секунда додається поміж секундою 23:59:59 обраної календарної дати UTC (останній день місяця, зазвичай 30 червня або 31 грудня) та секундою 00:00:00 наступної дати. Така додаткова секунда відображається на UTC-годинниках як 23:59:60. На годинниках, які показують місцевий час, прив'язаний до UTC, високосна секунда може вставлятися наприкінці іншої години (або половини години, або чверті години), залежно від місцевого часового поясу.
Віднімання високосної секунди усуває секунду 23:59:59 останнього дня обраного місяця, таким чином, одразу ж за секундою 23:59:58 цієї дати йтиме секунда 00:00:00 наступної. Втім, із моменту запровадження стандарту UTC, віднімання високосної секунди так ніколи й не застосовувалося.
Оскільки швидкість обертання Землі змінюється у відповідь на кліматичні та геологічні чинники, додавання високосних секунд у системі UTC є нерегулярним та непередбачуваним. Додавання кожної високосної секунди в UTC зазвичай узгоджується Міжнародною службою обертання Землі (МСОЗ) приблизно за шість місяців до самого додавання, при цьому основна увага зосереджується на потребі впевнитись в тому, що різниця між значеннями часу в системах UTC та UT1 ніколи не перевищить 0,9 секунди. Із часу запровадження високосної секунди у 1972 році по грудень 2016 року було додано загалом 27 високосних секунд.

## Історія
Близько 140 року н. е. Птолемей розділив за шістдесятковою системою числення середній та дійсний сонячний день, щонайменше до шести позицій після шістдесяткової точки (тобто, день шість разів ділився на 60, від тривалості дня бралася 1⁄60, від неї ще 1⁄60, від неї — ще 1⁄60 і т. д.) таким чином, що час визначався з точністю до 2 мікросекунд. Він використовував прості дроби (1⁄4, 2⁄3 тощо) години рівнодення (англ. equinoctial hour), та сезонної години (англ. seasonal hour), а також градуси часу (1⁄360 дня, або 4 сучасні хвилини) для визначення коротких проміжків часу, жоден з яких, втім, не нагадував сучасної секунди або хвилини. Мусульманські вчені, в тому числі Аль-Біруні бл. 1000 року н. е., розділили середній сонячний день на 24 години рівнодення, кожна яких в свою чергу ділилася за шістдесятковою системою числення, тобто на такі одиниці, як хвилина, секунда (від лат. secunda — «друга») та наступні порядкові одиниці — третя, четверта та п'ята. Таким чином в процесі цього поділу була визначена сучасна секунда, як 1⁄60 від 1⁄60 від 1⁄24 = 1⁄86400 середньої сонячної доби. З цим визначенням у 1874 році секунда була запропонована для використання як одиниця часу в системі фізичних одиниць СГС. Невдовзі після цього Саймон Ньюком та інші дослідники виявили, що період обертання Землі нерівномірно варіюється, тож у 1952 році Міжнародний астрономічний союз (МАС) визначив секунду як частку сидеричного року. Оскільки тропічний рік вважався більш фундаментальним, ніж сидеричний, у 1955 р. МАС перевизначили секунду як частку 1⁄31,556,925.9747 від 1900 тропічного року. Це визначення було прийняте у 1956 році Міжнародним комітетом мір та ваг, та у 1960 році Генеральною конференцією мір та ваг, в результаті ставши частиною Міжнародної системи одиниць (SI).
Згодом і це визначення виявилося невідповідним для точного вимірювання часу, тому в 1967 році секунда SI була ще раз перевизначена як 9 192 631 770 періодів випромінювання атома цезію-133 при переході між двома надтонкими рівнями основного стану.

 Це значення узгоджувалося до 1 із 1010, при порівнянні з астрономічною (ефемеридною) секундою, яка тоді використовувалась. Воно було також близьким до 1⁄86400 середньої сонячної доби, значення якої було вирахуване за період між 1750 та 1892 роками.
Протягом останніх декількох століть тривалість сонячної доби збільшувалася в середньому приблизно на 1,7 мс за століття. Таким чином, стандарти часу, за якими дата змінюється чітко після 86 400 секунд SI, такі як Міжнародний атомний час (TAI), все більше віддалятимуться (спішитимуть) від стандартів часу, прив'язаних до середньої тривалості сонячної доби, таких як середній час за Гринвічем (GMT) та квазірівномірний всесвітній час (UT1).
Коли в 1961 році був заснований стандарт Всесвітнього координованого часу, відчувалася необхідність його узгодження із сонячним часом. Як орієнтир для служб часу, що транслювалися в радіоефірі, тоді застосовувався всесвітній час (від 1925 року він замінив стандарт GMT). З 1961 до 1971 року UTC залишався синхронізованим із всесвітнім часом (UT1). Протягом цього періоду секунди служб сповіщення часу дорівнювали секундам UT1 і були дещо довшими, аніж секунди атомного годинника.
У 1972 році була запроваджена система високосних секунд, завдяки якій загальновживані секунди UTC стали рівними стандартним секундам SI, але початок доби в UTC синхронізується з UT1. До того моменту різниця між годинниками UTC та TAI вже складала 10 секунд. TAI був розсинхронізований із UT1 ще в 1958 році, і відтоді його основою були секунди SI. Починаючи з 1 січня 1972 року обидва годинники працювали на секундах SI. Станом на січень 2017 року до UTC було додано ще 27 високосних секунд. Таким чином, різниця між TAI та UTC на січень 2017 року становила 10+27=37 секунд, а нові високосні секунди змінюватимуть цю різницю й надалі.   

## Додавання високосних секунд
| Рік                        | 30 чер. | 31 груд. |
| -------------------------- | ------- | -------- |
| 1972                       | +1      | +1       |
| 1973                       | 0       | +1       |
| 1974                       | 0       | +1       |
| 1975                       | 0       | +1       |
| 1976                       | 0       | +1       |
| 1977                       | 0       | +1       |
| 1978                       | 0       | +1       |
| 1979                       | 0       | +1       |
| 1980                       | 0       | 0        |
| 1981                       | +1      | 0        |
| 1982                       | +1      | 0        |
| 1983                       | +1      | 0        |
| 1984                       | 0       | 0        |
| 1985                       | +1      | 0        |
| 1986                       | 0       | 0        |
| 1987                       | 0       | +1       |
| 1988                       | 0       | 0        |
| 1989                       | 0       | +1       |
| 1990                       | 0       | +1       |
| 1991                       | 0       | 0        |
| 1992                       | +1      | 0        |
| 1993                       | +1      | 0        |
| 1994                       | +1      | 0        |
| 1995                       | 0       | +1       |
| 1996                       | 0       | 0        |
| 1997                       | +1      | 0        |
| 1998                       | 0       | +1       |
| 1999                       | 0       | 0        |
| 2000                       | 0       | 0        |
| 2001                       | 0       | 0        |
| 2002                       | 0       | 0        |
| 2003                       | 0       | 0        |
| 2004                       | 0       | 0        |
| 2005                       | 0       | +1       |
| 2006                       | 0       | 0        |
| 2007                       | 0       | 0        |
| 2008                       | 0       | +1       |
| 2009                       | 0       | 0        |
| 2010                       | 0       | 0        |
| 2011                       | 0       | 0        |
| 2012                       | +1      | 0        |
| 2013                       | 0       | 0        |
| 2014                       | 0       | 0        |
| 2015                       | +1      | 0        |
| 2016                       | 0       | +1       |
| 2017                       | 0       | 0        |
| 2018                       | 0       | 0        |
| 2019                       | 0       | 0        |
| 2020                       | 0       | 0        |
| 2021                       | 0       | 0        |
| 2022                       | 0       | 0        |
| 2023                       | 0       | 0        |
| 2024                       | 0       | 0        |
| 2025                       | 0       | 0        |
| 2026                       | ?       |          |
| Рік                        | 30 чер. | 31 груд. |
| Всього                     | 11      | 16       |
| Всього                     | 27      |          |
| Поточна різниця, TAI − UTC |         |          |
| 37 (по 30 червня 2026)     |         |          |

Питанням додавання високосних секунд початково займалося Міжнародне бюро часу (МБЧ), але з 1 січня 1988 року це завдання перейшло у компетенцію Міжнародної служби обертання Землі (МСОЗ). МСОЗ зазвичай приймає рішення застосувати високосну секунду тоді, коли різниця між UTC та UT1 досягає 0,6 с, аби не допустити ситуації, коли різниця між UTC та UT1 перевищить 0,9 с.
Стандарт UTC дозволяє додавати високосні секунди наприкінці будь-якого UTC-місяця, але станом на січень 2017 року, всі такі секунди були додані або 30 червня, або 31 грудня. МСОЗ публікує оголошення (в своєму «Бюлетні C») кожних шість місяців, де повідомляється, чи буде застосована високосна секунда чи ні: на початку січня — для 30 червня, на початку липня — для 31 грудня. Деякі радіотрансляції сигналів точного часу супроводжуються голосовим повідомленням про майбутнє додавання високосної секунди.
З 1972 по 2016 роки високосну секунду додавали в середньому раз на 20 місяців. Однак періоди між їх додаванням — досить нерегулярні: протягом семирічного інтервалу між 1 січня 1999 року та 31 грудня 2005 року не було жодної високосної секунди, натомість було додано аж 9 таких секунд протягом восьми років — між 1972 та 1979 роками включно.
На відміну від високосних днів, високосні секунди в системі UTC застосовують одночасно в усьому світі; наприклад, високосна секунда 31 грудня 2005 року, 23:59:60 UTC, відповідає секунді 31 грудня 2005 року, 18:59:60 Північноамериканського східного стандартного часу та секунді 1 січня 2006 року, 08:59:60 Японського стандартного часу.

## Сповільнення обертання Землі

Відхилення тривалості дня від дня системи СІ, 1962–2024 рр.

Високосні секунди додаються нерегулярно, оскільки швидкість обертання Землі змінюється теж нерегулярно. Насправді, обертання Землі є досить-таки непередбачуваним у тривалих проміжках часу, чим і пояснюється те, що про введення додаткової високосної секунди оголошують не раніше ніж за шість місяців до цього.
Математична модель варіацій тривалості сонячної доби була розвинена Ф, Р. Стівенсоном та Л. В. Моррісоном на основі даних про затемнення в період між 700 роком до н. е. та 1623 роком н. е., телескопічних спостережень за покриттями небесних тіл в період між 1623 та 1967 роками, та згодом — даних атомних годинників. Ця модель демонструє постійне збільшення тривалості середньої сонячної доби на 1,70 мс (± 0.05 мс) за століття, плюс періодичне зміщення з амплітудою в 4 мс та частотою близько 1500 р. Протягом останніх декількох століть періодичний компонент дещо сповільнив швидкість, з якою збільшувалася середня тривалість сонячної доби, до 1,4 мс на століття.
Основною причиною сповільнення обертання Землі є припливне тертя, яке, навіть окремо взяте, могло б збільшувати середню тривалість дня на 2,3 мс/століття. До інших факторів, які справляють значний вплив на обертання Землі, є рух земної кори відносно ядра планети, зміни в конвекції мантії Землі, та будь-які інші явища чи процеси, які спричиняють значний перерозподіл маси. Ці процеси змінюють земний момент інерції, тим самим впливають на швидкість обертання внаслідок збереження моменту імпульсу, іноді навіть збільшуючи швидкість обертання Землі (як наслідок — скорочується сонячна доба). Наприклад, гляціоізостазія скорочує сонячну добу на 0,6 мс/століття, а землетрус в Індійському океані 2004 року, як вважають, скоротив її на 2,68 мікросекунди.

## Пропозиція відмінити високосні секунди
Нерегулярність та непередбачуваність високосних секунд UTC становить проблему в деяких галузях, зокрема — у комп'ютерних обчисленнях. Наприклад, для того, щоб обчислити час у секундах між двома заданими моментами, потрібно звірятися з таблицею високосних секунд, яка має оновлюватися щоразу, коли додається нова високосна секунда. Більш того, взагалі неможливо точно обчислити інтервали часу (у секундах) більш, як на шість місяців наперед.
5 липня 2005 року Голова Центру орієнтації Землі, який є відділом МСОЗ, перед публікацією WP7-A 7-ї дослідницької групи ITU-R про введення наступної високосної секунди, надіслав сповіщення до підписників бюлетенів МСОЗ, С та D, вимагаючи коментарів стосовно пропозиції США до 2008 року ліквідувати високосні секунди для стандарту UTC (ITU-R є відповідальним за визначення UTC). Офіційні представники США (станом на липень 2005 р.) вважали пропозицію «внутрішньою справою ITU». Спочатку очікувалося, що питання буде розглянуте в листопаді 2005 року, але відтоді його обговорення постійно відстрочувалося. Змістом цієї пропозиції була технічна заміна високосних секунд високосними годинами, як спроба задовольнити законні вимоги декількох країн-членів ITU-R, аби цивільний час був прив'язаний до Сонця.
Була висловлена ціла низка заперечень цій пропозиції. Доктор П. Кеннет Сейделманн, редактор Пояснювального додатку до Астрономічного альманаху, написав листа, привертаючи увагу до відсутності послідовної публічної інформації щодо пропозиції, а також адекватного її обґрунтування. Стів Аллен із Каліфорнійського університету в Санта-Крузі посилався в статті для журналу Science News на те, що будь-яка зміна стандарту часу матиме величезний вплив на діяльність астрономів. Він заснував інформативний вебсайт, присвячений цій справі та історії високосних секунд, також на сайті зібрана низка посилань, які стосуються пропозиції та аргументів проти неї.
Аргументами, які наводили противники пропозиції, були невідомий розмір витрат на таку значну зміну, а також той факт, що всесвітній час більше не відповідатиме середньому сонячному часу. Також наголошувалося на тому, що вже є два стандарти часу, в яких високосні секунди не застосовуються, а саме — Міжнародний атомний час (TAI) та час Глобальної системи позиціювання (GPS). Наприклад, комп'ютери могли б застосовувати саме вказані стандарти, і тільки за необхідності конвертувати їх в UTC або в місцевий цивільний час. Також досить легко конвертувати час GPS у TAI, оскільки TAI — завжди на 19 секунд попереду часу GPS[джерело?]. Прикладами систем, заснованих на системі вимірювання часу GPS, є цифрові стандарти мобільного зв'язку IS-95 та CDMA2000 системи CDMA. У цілому, комп'ютерні системи використовують стандарт UTC та синхронізують свої годинники за мережевим протокол часу (NTP). Системи, які не здатні витримувати зміщення часу, спричинені високосними секундами, можуть користуватися стандартом TAI та застосовувати протокол протокол точного часу (PTP).
На 47 засіданні Комітету цивільної служби співпраці Глобальної системи позиціювання у Форт-Ворті, Техас, у вересні 2007 року, було оголошено, що заплановано проведення поштового голосування стосовно ліквідації високосних секунд. Загалом планувався такий хід прийняття рішення:
- Квітень 2008: робоча комісія 7A від ITU подає на розгляд 7-ї дослідницької групи ITU проектні рекомендації щодо припинення використання високосних секунд.
- Протягом 2008: 7-а дослідницька група проводить поштове голосування серед держав-учасниць ITU.
- Жовтень 2011: ITU-R випустили статусний документ, Дослідження ITU-R щодо статусу Всесвітнього координованого часу (UTC) (англ. Status of Coordinated Universal Time (UTC) study in ITU-R), готуючись до зібрання, яке мало відбутись у Женеві в січні 2012 року; в документі містилася доповідь, за якою, станом на дату його виходу, у відповідь на інтернет-опитування щодо даної тематики, проведені агенцією ООН у 2010 та 2011 рр,, було отримано всього 16 відповідей із 192 держав-учасниць, з них — «13 підтримали зміну, 3 — висловилися проти.»[26]
- Січень 2012: ITU приймає рішення.

У 2011 році Чуньгао Ган із Пекінського всесвітнього інформаційного центру нововведень та досліджень сказав, що Китай ще не вирішив, за що віддасть свій голос у січні 2012 року, але більшість китайських вчених надавали великого значення збереженню зв'язку між цивільним та астрономічним часом згідно з китайською традицією. Зрештою, голосування, яке мало відбутися у 2012 році, було вкотре відкладено.
У січні 2012 року, замість того, щоб прийняти однозначне рішення, як було заплановано, ITU вирішили відкласти прийняття остаточного рішення стосовно високосних секунд до Всесвітньої радіокомунікаційної конференції у 2015 році. Франція, Італія, Японія, Мексика та США висловилися на підтримку ліквідації високосних секунд, тоді як Канада, Китай, Німеччина та Велика Британія висловились проти. Інші країни, такі як Нігерія, Росія та Туреччина, закликали провести додаткові дослідження. За інформацією BBC, ITU прийняли рішення про необхідність додаткових досліджень у ширшому соціальному контексті.
На Всесвітній радіокомунікаційній конференції ITU, що проходила у листопаді 2015 року, було вирішено відкласти розгляд питання щонайменше до 2023 року.

### Приклади проблем, спричинених високосними секундами
Низка організацій доповіла про комп'ютерні проблеми, які виникли після додавання високосної секунди 30 червня 2012 року. До сайтів, від яких надійшли повідомлення про подібні проблеми, належать Reddit (Apache Cassandra), Mozilla (Hadoop), Qantas Airlines, та різні сайти, що працюють на серверах Linux.
Старі версії GPS-приймачів, такі як Motorola Oncore VP, UT, GT, та M12, мали баґ, який міг спричинити одноразове відхилення у відліку часу на один день, якщо протягом 256 тижнів не призначено жодної високосної секунди. Таке, власне, сталося 28 листопада 2003 року. Опівночі приймачі із цим програмним забезпеченням спершу показали зміну дати на 29 листопада 2003 року, а потім повернули дату 28 листопада 2003 р.
Старі GPS-приймачі Trimble додавали високосну секунду негайно після того, як супутники GPS розпочинали транслювати запланований час додавання наступної високосної секунди (за кілька місяців до самого додавання), замість того, щоб дочекатися моменту фактичної вставки цієї секунди. Таким чином ці приймачі залишалися на цей проміжок часу десинхронізованими на одну секунду.

### Обхідні шляхи для уникнення проблем, пов'язаних із високосними секундами
Замість додавання високосної секунди наприкінці дня, сервери Google застосовують високосне розмиття (англ. leap smear), яке дещо видовжує тривалість секунд протягом певного проміжку часу, таким чином узгоджуючи свій час із доданою високосною секундою.
Було також запропоновано, аби клієнти, які використовують протокол RTP, призупинили генерування або застосування NTP під час вставки високосної секунди, а також протягом секунди, яка цьому передує.